# Плосконосая тришестиугольная мозаика
| Плосконосая тришестиугольная мозаика | Плосконосая тришестиугольная мозаика                            |
| ------------------------------------ | --------------------------------------------------------------- |
|                                      |                                                                 |
| Тип                                  | полуправильная мозаика                                          |
| Конфигурация вершины                 | 3.3.3.3.6                                                       |
| Символ Шлефли                        | sr{6,3} или {\displaystyle s{\begin{Bmatrix}6\\3\end{Bmatrix}}} |
| Символ Витхоффа                      | \| 6 3 2                                                        |
| Диаграмма Коксетера — Дынкина        | node_h · 6 · node_h · 3 · node_h                                |
| Симметрии                            | p6, [6,3]+, (632)                                               |
| Симметрии вращения                   | p6, [6,3]+, (632)                                               |
| Обозначение Бауэрса                  | Snathat                                                         |
| Двойственная мозаика                 | Цветочная пятиугольная мозаика                                  |
| Свойства                             | вершинно транзитивная хиральная                                 |

Плосконосая шестиугольная мозаика (или плосконосая тришестиугольная мозаика) — это полуправильная мозаика на евклидовой плоскости. В каждой вершине имеется четыре треугольника и один шестиугольник. Мозаика имеет символ Шлефли sr{3,6}. Плосконосая четырёхшестиугольная мозаика связана с гиперболической мозаикой с символом Шлефли sr{4,6}.
Конвей назвал мозаику snub hextille (плосконосый шестипаркет), построенной с помощью операции отсечения углов и применённой к шестиугольному паркету (hextille).
Существует на плоскости 3 правильные и 8 полуправильных мозаик. Только одна не имеет отражения в качестве симметрии.
Существует только одна однородная раскраска плосконосой тришестиугольной мозаики (а именно, раскраска с индексами (3.3.3.3.6): 11213.)

## Упаковка окружностей
Плосконосая тришестиугольная мозаика может быть использована как упаковка кругов, если разместить круги одинакового радиуса с центром в каждой вершине. Любая окружность соприкасается с 5 другими окружностями упаковки (контактное число). Область решётки (красный ромб) содержит 6 различных окружностей. Шестиугольные дыры могут быть заполнены в точности одной окружностью, что приводит к плотной упаковке окружностей.

## Связанные многогранники и мозаики
| Однородные шестиугольные/треугольные мозаики | Однородные шестиугольные/треугольные мозаики | Однородные шестиугольные/треугольные мозаики | Однородные шестиугольные/треугольные мозаики | Однородные шестиугольные/треугольные мозаики | Однородные шестиугольные/треугольные мозаики | Однородные шестиугольные/треугольные мозаики | Однородные шестиугольные/треугольные мозаики | Однородные шестиугольные/треугольные мозаики |
| Фундаментальные домены                       | Симметрия: [6,3], (*632)                     | Симметрия: [6,3], (*632)                     | Симметрия: [6,3], (*632)                     | Симметрия: [6,3], (*632)                     | Симметрия: [6,3], (*632)                     | Симметрия: [6,3], (*632)                     | Симметрия: [6,3], (*632)                     | [6,3]+, (632)                                |
| -------------------------------------------- | -------------------------------------------- | -------------------------------------------- | -------------------------------------------- | -------------------------------------------- | -------------------------------------------- | -------------------------------------------- | -------------------------------------------- | -------------------------------------------- |
| Фундаментальные домены                       | {6,3}                                        | t{6,3}                                       | r{6,3}                                       | t{3,6}                                       | {3,6}                                        | rr{6,3}                                      | tr{6,3}                                      | sr{6,3}                                      |
| Фундаментальные домены                       | node_1 · 6 · node · 3 · node                 | node_1 · 6 · node_1 · 3 · node               | node · 6 · node_1 · 3 · node                 | node · 6 · node_1 · 3 · node_1               | node · 6 · node · 3 · node_1                 | node_1 · 6 · node · 3 · node_1               | node_1 · 6 · node_1 · 3 · node_1             | node_h · 6 · node_h · 3 · node_h             |
|                                              |                                              |                                              |                                              |                                              |                                              |                                              |                                              |                                              |
| Конфиг.                                      | 63                                           | 3.12.12                                      | (6.3)2                                       | 6.6.6                                        | 36                                           | 3.4.6.4                                      | 4.6.12                                       | 3.3.3.3.6                                    |

### Варианты симметрии
Эта полуправильная мозаика является членом последовательности усечённых многогранников и мозаик с вершинной фигурой (3.3.3.3.n) и диаграммой Коксетера — Дынкина . Эти фигуры и их двойственные имеют (n32) вращательную симметрию и являются мозаикой в евклидовой плоскости для n=6 и в гиперболической плоскости для всех больших n. Серию можно считать начинающейся с n=2 с одним набором граней, вырожденных в двуугольники.
| Симметрия n32      | Сферическая | Сферическая | Сферическая | Сферическая | Евклидоваn | Компактная гиперболич. | Компактная гиперболич. | Паракомп.  |
| Симметрия n32      | 232         | 332         | 432         | 532         | 632        | 732                    | 832                    | ∞32        |
| ------------------ | ----------- | ----------- | ----------- | ----------- | ---------- | ---------------------- | ---------------------- | ---------- |
| Плосконосые фигуры |             |             |             |             |            |                        |                        |            |
| Конфигурация       | 3.3.3.3.2   | 3.3.3.3.3   | 3.3.3.3.4   | 3.3.3.3.5   | 3.3.3.3.6  | 3.3.3.3.7              | 3.3.3.3.8              | 3.3.3.3.∞  |
| Фигуры             |             |             |             |             |            |                        |                        |            |
| Конфигурация       | V3.3.3.3.2  | V3.3.3.3.3  | V3.3.3.3.4  | V3.3.3.3.5  | V3.3.3.3.6 | V3.3.3.3.7             | V3.3.3.3.8             | V3.3.3.3.∞ |

### Цветочная пятиугольная мозаика
| Цветочная пятиугольная мозаика | Цветочная пятиугольная мозаика               |
| ------------------------------ | -------------------------------------------- |
|                                |                                              |
| Тип                            | Мозаика, двойственная полуправильной мозаике |
| Список граней                  | неправильные пятиугольники                   |
| Конфигурация граней            | V3.3.3.3.6                                   |
| Диаграмма Коксетера — Дынкина  | node_fh · 3 · node_fh · 6 · node_fh          |
| Симметрии                      | p6, [6,3]+, (632)                            |
| Симметрии вращения             | p6, [6,3]+, (632)                            |
| Двойственная мозаика           | Плосконосая тришестиугольная мозаика         |
| Свойства                       | гране транзитивная хиральная                 |

Цветочная пятиугольная мозаика или розеточная пятиугольная мозаика является двойственной полуправильной мозаикой евклидовой плоскости. Это одна из 15 известных изоэдральных пятиугольных мозаик. Название мозаика получила за сходство шести пятиугольных плиток на цветок, лепестки которого расходятся из центральной точки. Конвей назвал эту мозаику 6-fold pentille (6-кратный пятипаркет). Каждая грань мозаики имеет четыре угла 120° и один угол 60°.
Мозаика является двойственной для (однородной) плосконосой тришестиугольной мозаики и имеет вращательную симметрию порядка 6-3-2.

#### Вариации
Цветочная пятиугольная мозаика имеет геометрические вариации с неравными длинами сторон и вращательной симметрией, которая является моноэдральной пятиугольной мозаикой типа 5. В одном из пределов длина ребра стремится к нулю и мозаика становится дельтоидной тришестиугольной мозаикой.
| (См. анимацию) | a=b, d=e A=60°, D=120° | Дельтоидная тришестиугольная мозаика | a=b, d=e, c=0 60°, 90°, 90°, 120° |

#### Связанные мозаики
| Симметрия: [6,3], (*632) | Симметрия: [6,3], (*632) | Симметрия: [6,3], (*632) | Симметрия: [6,3], (*632) | Симметрия: [6,3], (*632) | Симметрия: [6,3], (*632) | [6,3]+, (632) |
| ------------------------ | ------------------------ | ------------------------ | ------------------------ | ------------------------ | ------------------------ | ------------- |
|                          |                          |                          |                          |                          |                          |               |
| V63                      | V3.122                   | V(3.6)2                  | V36                      | V3.4.6.4                 | V.4.6.12                 | V34.6         |